# Удес ваздухоплова
Удес ваздухоплова је догађај који наступи од тренутка када се једно или више лица укрца у ваздухоплов с намером да обави лет до искрцавања свих лица из ваздухоплова, а има за последицу смрт, тешку телесну повреду једног или више лица у ваздухоплову или ван њега, уништење ваздухоплова, његово оштећење или оштећење у већем обиму имовине и лица на земљи.
Удесом се не сматрају откази уређаја и делова опреме ваздухоплова, прскање гуме, скретање са полетно-слетне стазе или стазе за вожење, слетање из предострожности, оштећење ваздухоплова због дотрајалости материјала, под условом да није било последица по посаду, путнике и ваздухоплов и штета до одређене вредности причињене лицима на земљи.

## Врсте удеса
Разврставање удеса ваздухоплова врши се према:
- Месту где се удес догодио,
- Узроку који је довео до удеса,
- Последицама које је удес изазвао.
- Неутрврђен узрок (необјашњен или непознат)

## Удес према месту настанка
Удеси ваздухоплова према месту где се удес догодио разврставају се на;

### Удес на земљи
Удес ваздухоплова на земљи настаје за време стајања или вожења ваздухоплова на земљи, ако дође до његовог оштећења, или ако је ваздухоплов проузроковао смрт или телесну повреду лица, штету на имовини или оштећења – уништења другог ваздухоплова.

### Удес за време лета
Удес за време лета настаје када ваздухоплов или лица у њему претрпе удес од узлетања (одвајања од земље) до његовог поновног приземљења.

## Узроци удеса
При сваком удесу узроци су мање више међусобно повезани, и у различитом обиму утичу на његов настанак и тежину последица. Најчешћи узроци удеса ваздухоплова су;

### Људски фактор
Ситуација у којој долази до удеса ваздухоплова настаје услед усложњавања услова лета. Сложени услови доводе до немогућности да се летење даље одвија по раније одређеном плану, јер постоји опасност удеса. Удес је обично последица неправилних поступака пилота, који су били усмерени баш на уклањање те настале удесне ситуације. Када говоримо о људском фактору, усложњавање услова лета, најчешће изазивају следеће људске грешке;
Грешке у летачким операцијама;
- летачки замор, џет лег
- појава илузија у току лета
- губитак оријентације
- грешке у управљању ваздухопловом због;

- непоштовање прописаних процедура у току лете и након ванредних ситуација
- недовољна обученост и одсуство тренаже пилота,
- неадекватна припрема за извршење планираног лета

.*неправилне употребе заштитне летачко опреме (кисеоничке маске, анти-Г и висинског одела)
- злоупотреба алкохола, дувана, лекова, психофармака (дрога, седативи, психоактивне спустанце)
- болест, погоршање здравља или рањавање у току лета

Грешке у опслуживању ваздухоплова; 
- непоштовање или грешке у процедурама за контролу летења и вођење ваздухоплова
- Непоштовање прописаних процедура и поступака одржавања, несавестан и немаран рад
- Уградња делови, опреме и материјала непознатог или сумњивог порекла;
- Непрецизни, нетачни или непотпуни подаци о одржавању и други поступци који могу довести до грешака у оржавању;
- Било који квар, отказ или оштећење земаљске опреме коришћене за тестирања или проверу ваздухопловних система и опреме кад захтевана уобичајена провера и процедуре провере нису јасно утврдиле проблем, кад то резултује опасном ситуацијом.
- Пуњење погрешном количином и врстом горива ако значајно утиче на долет, перформансе, баланс и структуралну чврстоћу ваздухоплова и рад погонске групе;
- Неправилан распоред путника, пртљага или терета који би могао имати значајан утицај на масу и / или баланс ваздухоплова,
- грешке или неправилно одржавање маневарских површина и пропусти у орнитолошки обезбеђењу и кретању људи возила и ваздухоплова по маневарским површинама.

Да су наведене претпоставке тачне илуструју многобројне студије које наводе да је људски фактор присутан код 50% до 60% удеса ваздухоплова. Према подацима које наводи генерал др Армстронг, након истраживања спроведеног у САД, учешће људског фактора у ваздухопловним удесима креће се од 30% - 90%.
Улога личног фактора у удесима се често тешко открива, посебно ако је дошло до погибије посаде ваздухоплова. Ова истраживања често отежава и чињеница да је често изазивач удеса и кривац удеса, најчешће под јаким утицајем психичке трауме или непостојања жеље да допринесе утврђивању истине.
Удес увек изазива емоционалну реакцију у особа које су било чиме везане за њега, што захтева посебну тактичност комисије за испитивање удеса.
Лични фактори у удесима деле се на велики број група (и до 75, од којих смо неке навели у предњем делу текста), али најчешће у свакодневној пракси ваздухопловна медицина и психологија користе три следеће група;
- Прва група - случајни узроци који немају тенденцију понављања код исте или друге особе. Код ових фактора нису потребне никакве мере психолошке анализе.
- Друга група – узроци удеса могу да указују на опасност понављања сличних ситуација код истих или других лица, при чему постоје могућности одстрањивања опасности применом бољег обучавања, инжињеријско–техничким мерама или унапређеним организационим мерама.
- Трећа група – узроци удеса могу да указују на опасност понављања сличних случајева код одређеног лица или по психолошким особинама њему сличних, али не постоји могућност да се таква опасност одстрани. Таквим лицима се забрањује даље летење или рад на опслуживању ваздухоплова.

### Отказ ваздухопловног материјала
У принципу, пропусти и откази материјала се јављају када компонента или структура материјала више није у стању да издржи напрезања која су му наметнута током рада. Најчешћи, откази материјала су повезани са његовим унутрашњим оштећењем концентрације (густине), што може да настане из више разлога који укључују;
- Грешке у конструкцији материјала, нпр. присутност шупљина, зареза, огреботина лабавих веза;
- Микроструктурне промене у материјалу, који може да садржи празнине, инклузије итд;
- Корозија материјала, може довести до промене његове локалне концентрације (густине) и унутрашњег напона.

Бројна истраживања откривају да у инциденцији отказа материјала, његов замор има доминантну улогу у ваздухопловству. Откривање и исправљање оштећења од корозије могуће је у току редовног опслуживања ваздухоплова, за разлику од замора материјала, који у великом броју случајева не бива откривен у редовном одржавању. На то указује висока учесталост удеса ваздухоплова изазвана замором материјала због микроструктурних промена у њему.

### Непријатељска (терористичка) делатност
Прва забележена отмица ваздухоплова је била у мају 1930. године кад је перуански револуционар заробио Пан Америкенов поштански авион са циљем бацања пропагандних листића. До 1947. није било отмица ваздухоплова, али даље, све до 1958. године се десило 23 отмице везано за добијање политичког азила отмичара. Прва фатална отмица се десила кад су три Румуна 1947. године убили члана посаде. Први криминални акт насиља у отмици се десио у Америци (САД) 01.12. 1955. године, кад је Џек Грахам поставио бомбу у пртљаг који је припадао његовој мајци и убио је тиме свих 44 особе у авиону на путу за Денвер. Он је тражио новац. Многе касније отмице су имале политичке конотације. Од 1968. до 1972. године се десило око 364 отмице ваздухоплова у Свету. 

### Остали узроци
- Метеоролошке појаве;

- удар грома у ваздухоплов,
- турбуленција и снажни удари ветра,
- залеђивање, праћено отказом или оштећењем опреме
- град и јаке снежне падавине
- киша, самостално (аквапланинг) или удржена са залеђивањем

- Судар са птицама и другим животињама у ваздуху или на земљи

### Неутрврђен узрок (необјашњени или непознати)
- Нестанак ваздухоплова је један од неутврђених узрока удеса ваздухоплова;

Као нестао сматра се онај ваздухоплов који у времену најдужег могућег трајања лета, рачунајући од последњег полетања, није стигао на одредиште, а не зна се да ли је претрпео удес. Испитивање ради утврђивање нестанка таквих ваздухоплова врши се у току шест месеци, а ако се у том року на прикупе подаци, испитивање се обуставља а предмет чува у сталној евиденији међународне и локалне организације за испитивање ваздухопловних удеса и авио-компаније у чијем је поседу био ваздухоплов.

## Последице удеса
Према последицама по живот људи и степен оштећења ваздухоплова и имовине удес може бити;
- оштећење мотора
- лом мотора
- оштећење ваздухоплова
- лом ваздухоплова
- уништење ваздухоплова
- оштећење имовине
- рањавање или онеспособљавање посаде ваздухоплова
- смрт посаде
- рањавање осталих лица
- смрт осталих лица

## Статистика удеса
У Женеви постоји канцеларија енгл. Aircraft Crashes Record Office (ACRO) као огранак Европске агенција за ваздухопловну безбедност (ЕАСА), која води податке о удесима ваздухоплова са више од шест путника, не укључујући хеликоптере, балоне, или борбене авионе. Према анализама ACRO - канцеларије показатељи су следећи;
 
| Година | Умрло[9] | Број удеса[10] |
| 2008   | 876      | 147            |
| 2007   | 965      | 136            |
| 2006   | 1,293    | 164            |
| 2005   | 1,454    | 184            |
| 2004   | 766      | 165            |
| 2003   | 1,224    | 198            |
| 2002   | 1,399    | 173            |
| 2001   | 1,535    | 187            |
| 2000   | 1,567    | 179            |
| 1999   | 1,130    | 198            |
| 1972   | 3,214    | -              |
Сажета анализа ваздухопловних удеса у свету, по карактеристичним годинама и броју умрлих, изгледа овако;
- 2007. је најбезбеднија година у ваздухопловству од 1963.[11] У тој години је било 136 удеса (у поређењу са 164 у 2006). Број умрлих у удесима ваздухоплова у тој години био је 965 (у поређењу са 1.293 у 2006).

- 2004. је година са најмањим бројем умрлих (766) регистрованим у ваздухопловним удесима од краја Другог светског рата.
- 1972. је година са највећим бројем умрлих у удесима ваздухоплова (3.214).

| Држава               | Бр. удеса | Ранг | Бр. умрлих | Ранг | Највећи удес            |
| -------------------- | --------- | ---- | ---------- | ---- | ----------------------- |
| Сједињене Државе     | 4.496     | 1    | 4.496      | 2    | 273 (25. маја 1977)     |
| Уједињено Краљевство | 1.147     | 2    | 3.624      | 4    | 270 (21. децембра 1988) |
| Канада               | 723       | 3    | 2.776      | 6    | 256 (12. децембра 1985) |
| Русија               | 659       | 4    | 7.515      | 1    | 269 1. септембра 1983.  |
| Бразил               | 512       | 5    | 2.726      | 7    | 346 (03. марта 1974)    |
| Француска            | 504       | 6    | 3.715      | 3    | 199 (17. јула 2007)     |
| Немачка              | 362       | 7    | 1.729      | 8    | 156 (14. августа 1972)  |
| Индија               | 310       | 8    | 3.204      | 5    | 349 (12. новембра 1996) |
| Укупно у Свету       | 17.369    |      |            |      |                         |

 У Србији је у периоду од 1944. до 1998. (према подацима канцеларије енгл. Aircraft Crashes Record Office) регистровано;
- 14 удеса ваздухоплова у којима је живот изгубило 73 путника или чланова посаде ваздухоплова.
- Критична година је биле 1964. када је у удесу ваздухоплова настрадало 33 путника и чланова посаде. Удес се догодио у Београду 19. октобра 1964. а изазвао га је авион Иљушин II-18 са ознаком СССР-75668, у власништву компаније Аерофлот.

## Испитивање удеса
Испитивање удеса обухвата, претходно, основно и допунско испитивање и израду извештаја.

#### Претходно испитивање
Прертходно испитивање удеса, врши се одмах по сазнању за удес, на основу кога се доносе одлуке о даљим мерама и поступцима.

#### Основно испитивање
Основно испитивање удеса, врши се комисијски за сваки појединачни удес, и обухвата следеће поступке;
- Општи увиђај на месту удеса.
- Детаљни преглед ваздухоплова или његових остатака.
- Фотографисање, снимање и израда скица места удеса.
- Саслушавање учесника и саучесника у удесу и узимање изјава очевидаца.
- Прикупљање и проучавање података о посади
- Прикупљање и проучавање података о летачком материјалу,
- Проучавање података за лет.
- Проучавање организације и начина припреме лета.
- Проучавање организације руковођења летењем.
- Проучавање временских услова према прогнози времена и стварним подацима за време припреме за лет.
- Проучавање података о системима за везу и радионавигацијским уређајима.
- Реконструкција лета (шематски и текстуално).
- Ниво материјалне штете на ваздухоплову и објектима на земљи.
- Прикупљање података о путницима, терету и могућим терористичким дејствима.

#### Допунско испитивање
Допунско испитивање удеса, предузима се ради добијања података за правовремено спровођење превентивних мера и квалитетније и стручније испитивање свих околности удеса.

#### Израда извештаја
Испитивање удеса ваздухоплова је веома сложен и одговоран процес. У сваком удесу потребно је прво наћи главну „карику“, која омогућава формирање читавог „ланца“ састављеног од појединачних чињеница о узроку удеса. Као резултат свега тога узрочно – последични ланац догађаја или поступних радњи пилота и свих могућих учесника у удесу, треба да је проучен од почетка до краја. Понекад то се може извршити одмах, али често ће бити потребно почети од краја - од последица догађаја, које се могу непосредно посматрати или од средине, од најситније карике – догађаја или поступака пилота, који су претходили удесу. Комисије за испитивање удеса се у том процесу, често сукобљавају не само са грешкама у памћењу учесника и сведока догађаја већ и са „свесним извртањем“ истине од стране лица која се испитују.
У ланцу догађаја треба разликовати узрок настанка ситуације удеса од непосредног узрока удеса, или догађај који је по времену најближе везан са удесом, узрочно-последичном везом.
Након прикупљања наведених података врши се анализа о околностима и доноси закључак о узроцима и кривцима за удес и предлажу конкретне мере за спречавање сличних удеса. Са званичним извештајем о удесу ваздухоплова у писаном облику упознаје се јавност и сви учесни у догађају. Извештај служи и као званични документ за покретање кривичне одговорности, надокнаду штете од починилаца удеса и покретање превентивних мера у спречавању удеса.
Познавање узрока других удеса, који су се десили на одређеном аеродрому или на одређеном типу ваздухоплова, не само да олакшава тражење узрока конкретног удеса већ има значај и за превентивно деловање. Имајући ово у виду основане су бројне канцеларије од стране ваздухопловних асоцијација за квалитетно и стручно испитивање удеса али и канцеларије за педантно вођење евиденције ваздухопловних удеса.